# Katu-Sprachen
Die Katu-Sprachen (Katu-Gruppe, engl. Katuic) bilden einen Zweig der austroasiatischen Sprachen, zu dem etwa 1,3 Millionen Sprecher in Südostasien gehören. 

## Klassifikation
Nachdem Laos in den 1990er Jahren den Zugang für ausländische Forscher erleichtert hatte, war es möglich, eine hinreichende Klassifikation der Katu-Sprachen durchzuführen:
- Katu-Zweig: 
  - Dakkang (Laos)
  - Kantu (Laos)
  - Katu (Vietnam and Laos)
  - Phuong (Vietnam)
  - Triw (Laos)

- Kui-Bru-Zweig (West-Katu): 
  - Bru (Laos und Thailand)
  - Kuy (Thailand)
  - So (Laos)
  - Souei (Thailand)

- Pacoh (Vietnam und Laos)

- Ta'Oi-Kriang-Zweig (Laos): 
  - Chatong
  - Ngeq/Kriang
  - Talan-Ong-Ir
  - Ta'Oih